# Викентинки
Милосърдните сестри на свети Винкенти от Паула (на лат. Societas Filiarum Caritatis a S. Vincentio de Paulo) е католическа религиозна институция, основана от Викенти дьо Пол. Нейните членове са популярни в България под наименованието Викентинки. Монахините в България са били от Загребската провинция на конгрегацията и са известни като аграмки или загребски милосърдни сестри.

## История на Обществото
Обществото е основано през 1633 от Свети Викенти дьо Пол – френски свещеник и Свети Луиз дьо Марийяк – вдовица. Подобно на другите религиозни общности, по време на Френската революция някои от монахините се отказват да се кълнат във вярност към конституцията и за осъдени на смърт. Те са убити на гилотината на 26 юни 1794 г. в Камбре, департамента Нор.
През деветнадесети век и до 1960 г., сестрите са здравни работници в болници и приюти. Започвайки от 1920 г., постепенно те са заменени от медицински сестри. Обществото е представено в над 100 страни. Тяхната сфера на дейност е образованието и здравеопазването.

## Викентинките в България
В 1881 г. сестрите започват своята дейност в Одрин. Там отварят училище „Мария Лоурдес". През 1912 – 1913 г. помагат на ранените в Балканската война. През 1930 г. напускат Одрин поради политически причини.
През 1896 г. сестрите установяват своя мисия в Пловдив и започват да обслужват католическата болница „Свети Йосиф", в която работят до 1949 година. Те се грижат също за децата в сиропиталището „Света Елисавета“.
През 1905 г. е открита тяхната мисия в София. Там отварят гимназията „Санта Мария", сиропиталището „Княгиня Надежда“, интернат и детска градина. Грижат се за болните в болницата „Княгиня Клементина“.
От 1907 г. имат своя мисия в Малко Търново, където основават девическо училище. По национален състав се разпределят така: хърватки – 25, българки – 24, австрийки – 5, словенки – 4 и една чехкиня.
През януари 1953 г. са задържани 3 монахини от сиропиталището „Света Елисавета“ в Пловдив, обвинени в събиране на „шпионски сведения“ и предаването им на генералната настоятелка на конгрегацията в Загреб. След закриване на колежите и болниците, много от монахините напускат България.
След 2000 г., сестри викентинки се завръщат в България и работят в Бърдарски геран и Коматево.